# Laocheng (köpinghuvudort i Kina, Hubei Sheng, lat 30,35, long 111,71)
Laocheng är en köpinghuvudort i Kina. Den ligger i provinsen Hubei, i den centrala delen av landet, omkring 250 kilometer väster om provinshuvudstaden Wuhan. Antalet invånare är 44 398. Befolkningen består av 22 107 kvinnor och 22 291 män. Barn under 15 år utgör 10,0 %, vuxna 15-64 år 77 %, och äldre över 65 år 11,0 %.
Runt Laocheng är det tätbefolkat, med 383 invånare per kvadratkilometer. Närmaste större samhälle är Songzi, 19,8 km söder om Laocheng. Trakten runt Laocheng består till största delen av jordbruksmark.
Genomsnittlig årsnederbörd är 1 313 millimeter. Den regnigaste månaden är maj, med i genomsnitt 197 mm nederbörd, och den torraste är december, med 17 mm nederbörd.